# Carlos de Morais Camisão

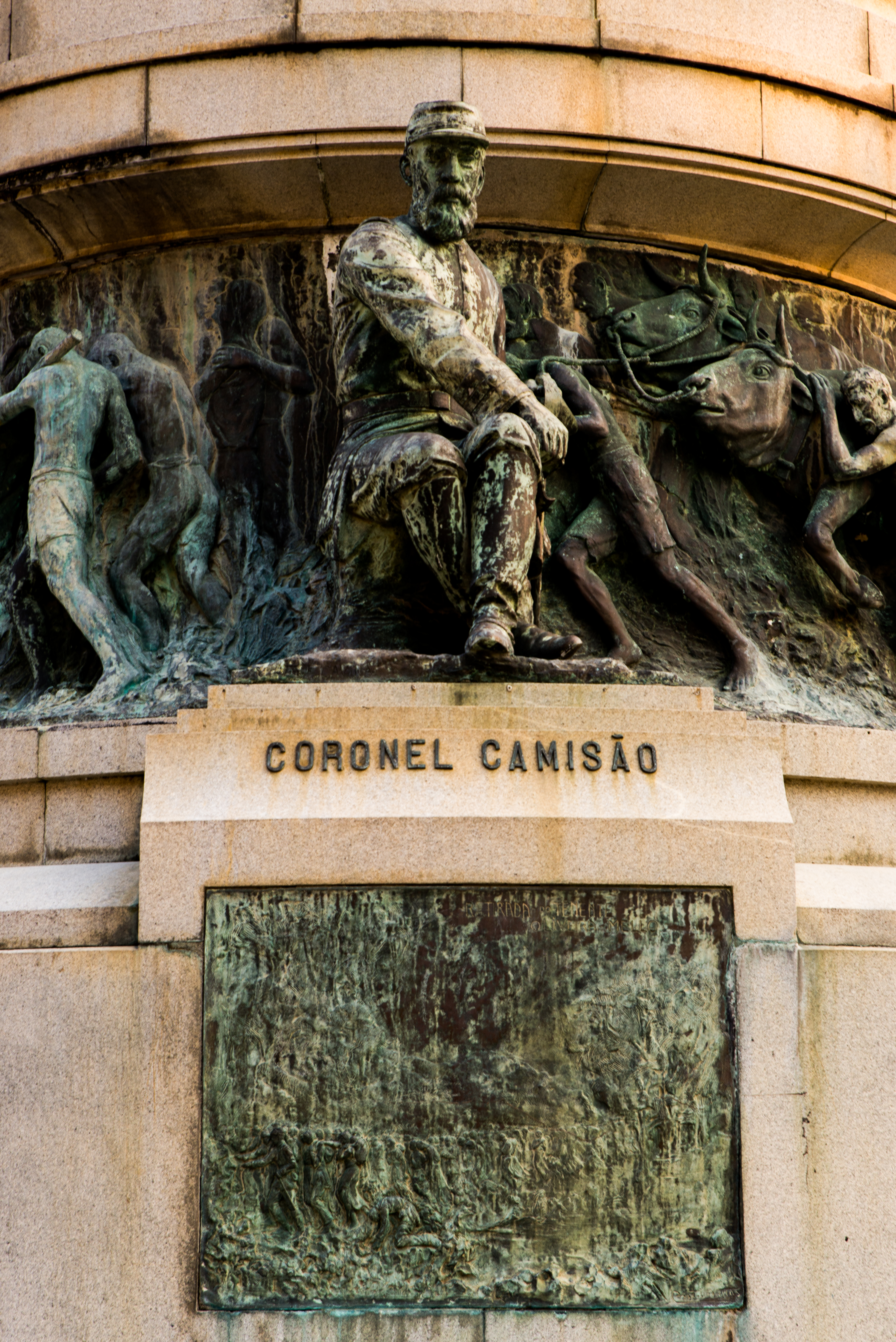
Estátua do Coronel Camisão, com a fisionomia de decisão no Monumento aos Heróis de Laguna e Dourados.

Carlos de Morais Camisão OC IOR OA (Rio de Janeiro, 8 de maio de 1821 – Jardim, Mato Grosso do Sul, 29 de maio de 1867) foi um coronel brasileiro que participou da Guerra da Tríplice Aliança (1864-1870). Comandou a Campanha do Mato Grosso, subsequentemente liderando a Retirada da Laguna, durante a qual morreu de cólera.
Ascende ao fundador de Ipirá, ou Santana do Camisão.

## Homenagens

### Batalhão
É homenageado no hino do Mato Grosso do Sul, ao lado de outras figuras históricas.
O 9º Batalhão de Engenharia de Combate tem a denominação de Batalhão Carlos Camisão.

### E.C.C.C
Existe em Aquidauana um time militar associado ao batalhão Carlos Camisão, que venceu o oitavo campeonato de futebol de Anastácio, chamado ECCC (Esporte Clube Carlos Camisão). Ele é associado com a Seduc (Sociedade de Ensino Desportivo de Unificação Cultural). Ele é dirigido pelo subtenente Jeová Gomes Resende.

### Estátua
Recebeu, perto do Morro da Urca, uma estátua junto de outros soldados importantes da guerra no Monumento aos Heróis de Laguna e Dourados, suas cinzas repousando lá.

### Escola
Na cidade de Piraí, estado do Rio de Janeiro, há o Colégio Estadual Coronel Camisão.

### Nome de ruas
Na cidade de São Caetano do Sul no estado de São Paulo, há uma rua em sua homenagem. Rua Coronel Camisão na Vila Nova Gerty.
Em Porto Alegre, no bairro Higienópolis, também há uma rua em sua homenagem.
Em Passo Fundo, RS, no bairro Popular, (Centro), há uma rua com esse nome.
Em Carazinho, RS, rua no Bairro Princesa
Na cidade do Rio de Janeiro, RJ, no bairro de Cordovil, há uma rua chamada Coronel Camisão.
Na cidade de São Gonçalo, RJ, no bairro do Mutuá, também há uma rua em usa homenagem.
Em Londrina, PR, há uma rua que o homenageia: Rua Coronel Camisão, Jardim Europa, CEP é 86015-690.
Em Caxias do Sul, RS, há uma pequena rua de 3 quadras no bairro Centro chamada Coronel Camisão, formando esquina com a principal avenida da cidade, CEP é 95020-420.
Em Ribeirão Preto, perto da Universidade de São Paulo, há uma rua também chamada de Coronel Camisão, no Bairro Monte Alegre.
Em São Paulo, no bairro Butantã, há uma rua chamada Coronel Camisão, CEP 05590-120.
Em Belo Horizonte, no bairro Vila Oeste, também há uma rua Coronel Camisão.
Em Campo Grande (MS), no bairro Amambaí, há uma rua chamada Coronel Camisão, cujo CEP é 79005-340.
Em Maringá, PR, no Bairro Zona 05, próxima ao Bosque das Grevíleas, há uma pequena rua de três quadras, também em sua homenagem, cujo CEP é 87015-350.

## Promoções

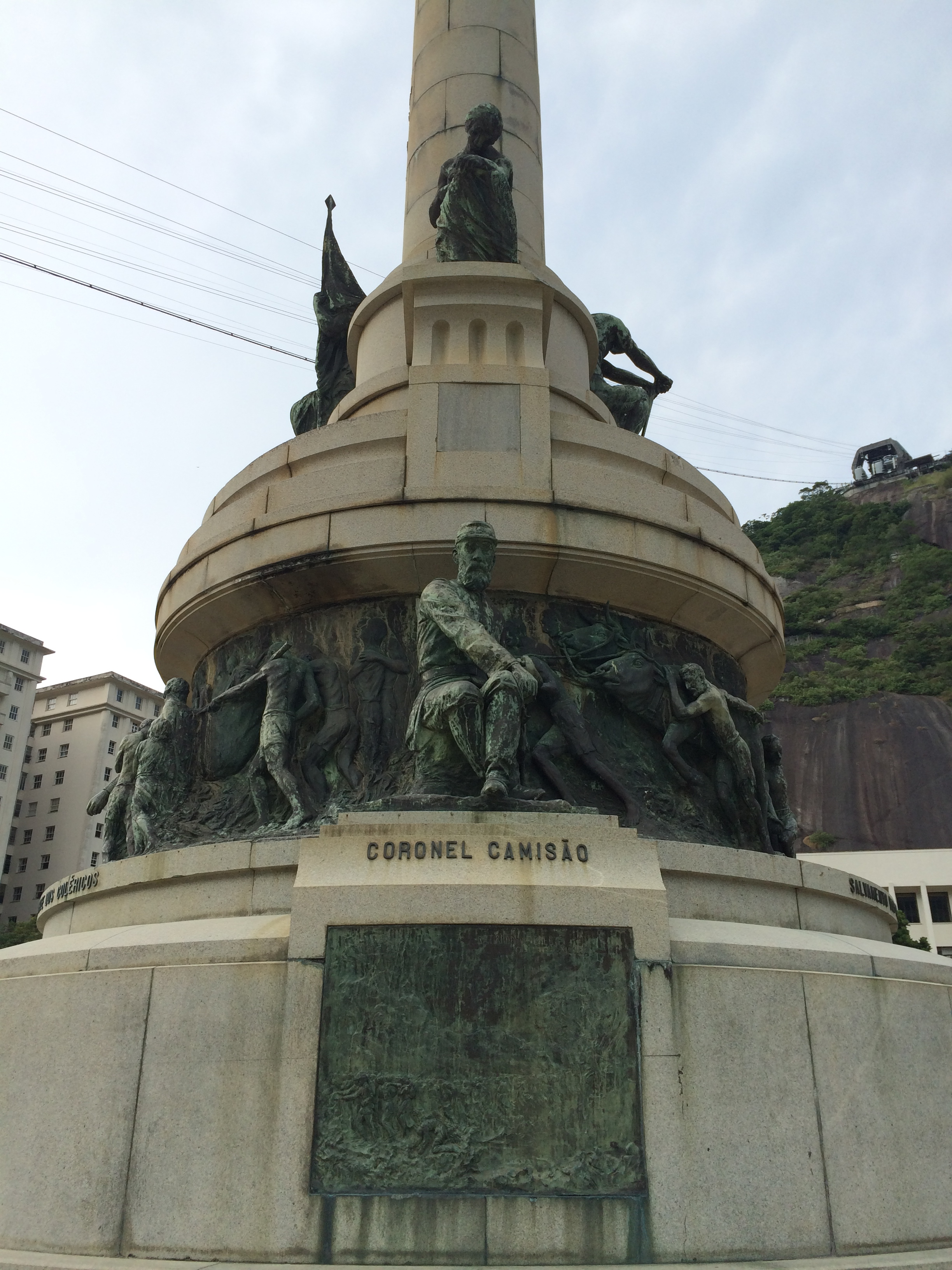
Estátua do Coronel Camisão no Monumento aos Heróis de Laguna e Dourados.

- Começou como praça no Corpo de Engenheiros dia 2 de Dezembro de 1839
- Em 2 de Dezembro de 1839, foi promovido ao posto de segundo-tenente
- Dia 5 de Abril de 1842, aconteceu sua passagem do Corpo de Engenheiros para a Arma de Artilharia
- Dia 4 de Outubro de 1842, foi promovido a primeiro-tenente graduado, pelo ataque à Santa Luzia de Sabará, na Província de Minas, atual Minas Gerais sendo efetivado por decreto de 23 de Julho de 1844
- Em 27 de Agosto de 1849, foi promovido a posto de capitão
- Dia 2 de Dezembro de 1854, foi promovido a posto de major
- Em 2 de Dezembro de 1861, foi promovido a tenente-coronel graduado, sendo efetivado em 2 de Dezembro de 1862
- Dia 22 de Janeiro de 1866, foi promovido a Coronel

## Condecorações
- Cavaleiro da Ordem de Cristo desde 21 de Janeiro de 1849
- Cavaleiro da Imperial Ordem da Rosa desde 16 de Março de 1849
- Cavaleiro da Ordem de São Bento de Avis desde 10 de Julho de 1860